# Rio Găina (Cârlibaba)
O Rio Găina é um rio da Romênia, afluente do Rio Cârlibaba, localizado no distrito de Suceava.